# Самборомбон (река)
Самборомбон (исп. Río Samborombón, «река Св. Брендана») — река в провинции Буэнос-Айрес на востоке Аргентины. Впадает в одноимённый залив на юге эстуария Ла-Плата Атлантического океана.

## Описание

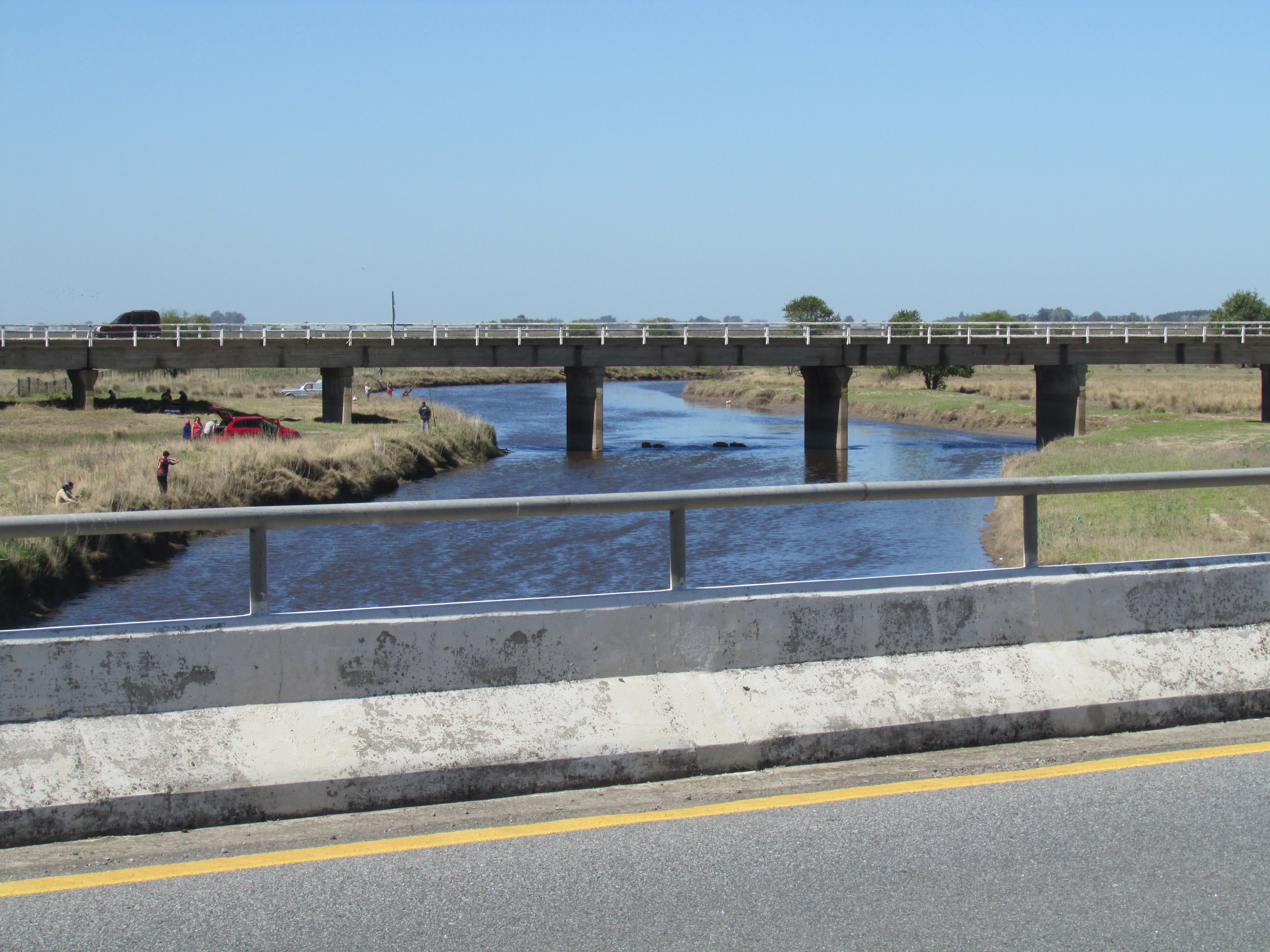
Мост через Самборомбон на Автомагистрали № 2

Самборомбон — типичная равнинная река с очень низким уклоном. Протекает с запада на восток на севере провинции Буэнос-Айрес параллельно реке Рио-Саладо, её длина составляет 100 км. Впадает в залив Самборомбон, входящий в эстуарий Ла-Плата Атлантического океана.
Небольшая длина реки и ограниченный характер её бассейна делают течение относительно слабым, особенно в засушливые периоды. Однако в период дождей поток становится очень обильным и может вызывать сильные наводнения.
Площадь водосбора реки Самборомбон — 11 510 км². Бассейн реки простирается между бассейнами рек Рио-де-ла-Плата на севере и Рио-Саладо на юге.

## История
На реке можно найти несколько старых мостов, а также в окрестностях реки расположена бывшая железная дорога, эксплуатировавшаяся с 1904 по 1977 год.